# Salzburger Bachgesellschaft
Die Salzburger Bachgesellschaft wurde 1976 von Albert Hartinger als Salzburger Musikforum gegründet. Die Absicht war, der damals nicht sehr lebendigen Szene der Alten Musik in Salzburg ein Forum zu bieten, in dem sie sich austauschen und ihre ersten Podiumauftritte realisieren konnten. Den Schwerpunkt der aufgeführten Musik bildet bis heute die des Namenspatrons Johann Sebastian Bach und seiner Söhne, aber auch die Wolfgang Amadeus Mozarts.
Ein besonderes Anliegen seitens der Bachgesellschaft liegt darin, die vielen anderen Barockkomponisten wie H.I.F. Biber und Georg Muffat, die am Salzburger Hof tätig waren, aber auch andere, die mit Salzburg in Verbindung standen, nicht in Vergessenheit geraten zu lassen.
1980 wurde die Konzertreihe für Kinder und Jugendliche Musik für Kinder und Kenner, heute Musik für Junge Leute und 1983 der Salzburger Bachchor als Konzertchor der Bachgesellschaft gegründet. Mit der Leitung wurde Howard Arman verpflichtet, der diese bis 2000 innehatte. Heute ist der Chor ein eigener Verein, der als Partner erhalten blieb und immer wieder Konzerte im Bachzyklus gibt. 1987 wurde das Collegium Vocale Salzburg gegründet. Das Ensemble bildet den Kammer- und Konzertchor der Salzburger Bachgesellschaft.
Namhafte Künstler wie Nikolaus Harnoncourt, Frans Brüggen, Trevor Pinnock, Ton Koopman, Franz Welser-Möst, Benjamin Schmid, Julian Rachlin, der Arnold Schönberg Chor, das Hilliard Ensemble und viele andere feierten ihr Debüt oder ihren ersten Podiumauftritt in Salzburg bei der Bachgesellschaft.
2008 veranstaltete die Gesellschaft das 83. internationale Bachfest unter dem Motto Bach zu Gast in Salzburg im Auftrag der Neuen Bachgesellschaft Leipzig e.V.
2012 feiert die Salzburger Bachgesellschaft ihr 35. Jubiläum, die mittlerweile ganzjährig in Österreich Aufführungen Alter Musik veranstaltet. Zahlreiche wissenschaftliche Publikationen, Rundfunk- und TV Aufzeichnungen sowie CD-Produktionen ergänzen die künstlerische Arbeit der Gesellschaft.